# Anna Maria Caterina Aldobrandini

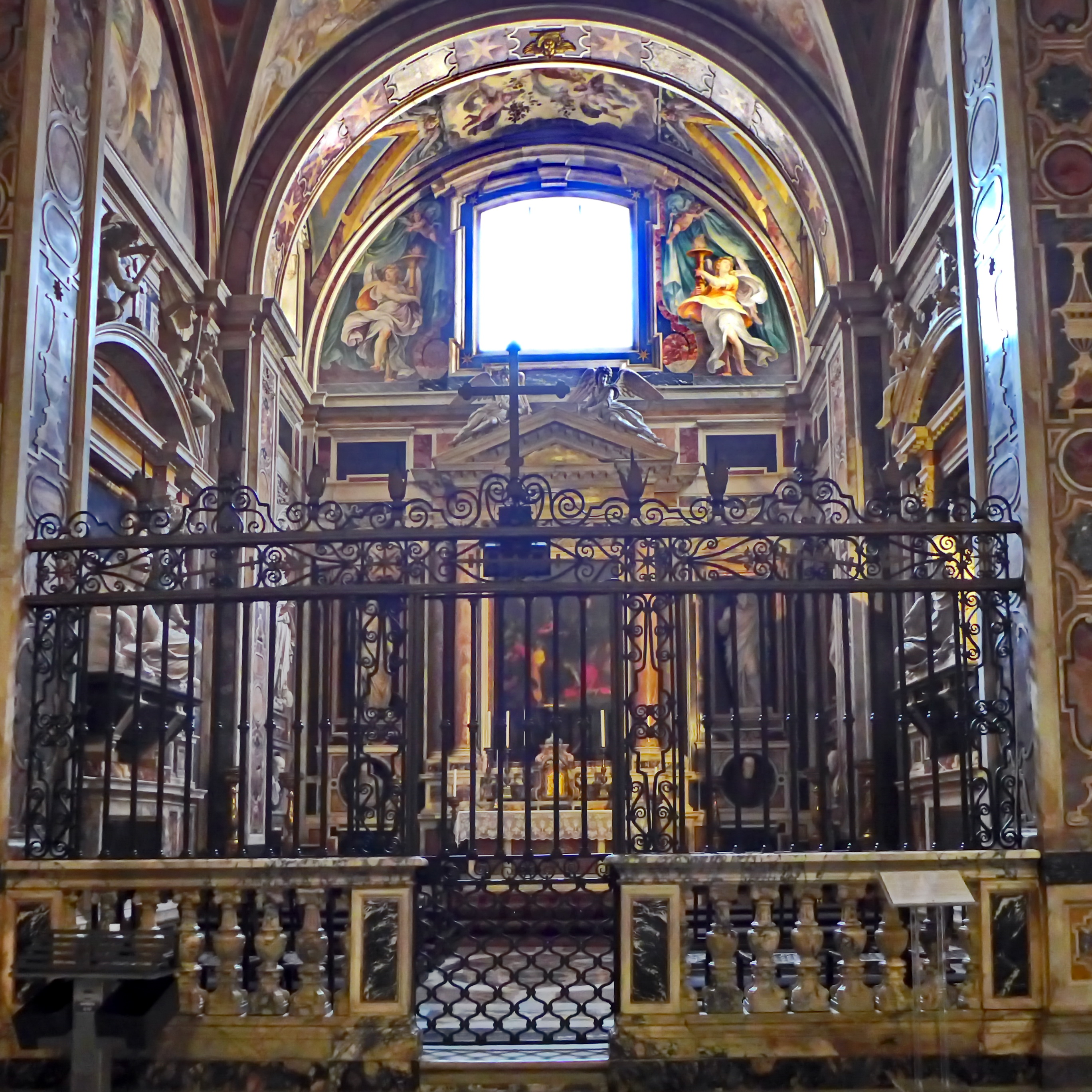
Santa Maria sopra Minerva Cappella Aldobrandini; familjen Aldobrandinis gravkapell, där hennes make låg på lit de parade efter att ha förgiftats av henne, och där Giovanna De Grandis såg hans kropp.

Anna Maria Caterina Aldobrandini, född 1630, död 1703, var en italiensk aristokrat.  Hon figurerade i den berömda Spanaprocessen.

## Biografi
Anna Maria Caterina Aldobrandini var dotter till Pietro Aldobrandini, hertig di Carpineto, och Carlotta Savelli. Hon gifte sig 1648 med Francesco Maria Cesi, hertig av Cesi/Ceri. Hon tillhörde både genom födsel och giftermål Roms främsta adelsfamiljer.
När Giovanna De Grandis greps i januari 1659 och började namnge personer som sålt eller köpt gift i Rom, tillhörde Aldobrandini en av de personer hon angav för att ha köpt gift med avsikt att begå mord. Aldobrandini var den högst rankade person som drogs in i den berömda utredningen.
Enligt De Grandis vittnesmål levde Aldobrandini i ett olyckligt äktenskap. Hennes kammarjungfru besökte upprepade gånger Gironima Spana, och Spana hämtades flera gånger till Aldobrandini för konsultation. Hon hade en älskare, Francesco Maria Santinelli (1627–1697). Prästen Padre Don Girolamo kom att agera mellanhand mellan Aldobrandini och giftförsäljaren Giovanna De Grandis. Genom prästen bad hon Spana om ett omärkligt gift som inte förorsakade kräkningar och därmed inte utsatte henne för misstankar. De Grandis skrämdes av hennes rang, men prästen påpekade att aqua tofana uppfyllde kraven, samt att hertigens mat passerade så många händer att ett gift ändå inte kunde spåras. Hon överlämnade giftet till prästen, och några dagar senare blev Aldobrandini änka. Hertigen avled plötsligt och oväntat i juni 1657. Det fanns inga misstankar kring hans död, och ingen obduktion ägde rum. Kroppen lades på lit de parade i kyrkan Santa Maria supra Minerva, och när De Grandis såg kroppen igenkände hon symptomen hos dem som förgiftats med aqua tofana.
Aldobrandini utsattes inte för någon utredning med anledning av sin makes död, men hon drabbades av andra former av efterverkningar. Enligt samtida vittnesmål var hennes uppträdande "svårt att kontrollera, både på grund av hennes överlägsna börd och inte mindre på grund av svagheten i hennes kön", och hennes önskan att gifta sig med sin älskare fick hennes familj att låsa in henne för att hindra henne från att ingå ett rangmässigt ojämlikt äktenskap.
När Spanaprocessen inleddes 1659 var Padre Don Girolamo avliden. Då Aldobrandini utpekades för mord i Giovanna De Grandis vittnesmål drogs hon för första gången in i utredningen. Flera personer ur överklassen figurerade som kunder till giftförsäljarna, men ingen av dem ställdes inför rätta. Många av dem blev informellt förhörda i utbyte mot påvlig immunitet. Anna Maria Caterina Aldobrandini var av så hög rang att inte ens denna åtgärd vidtogs mot henne, utan påven Alexander VII gav helt enkelt order om att hon inte skulle bli indragen.